# ناحية كمالان
ناحية كمالان (بالفارسية: بخش کمالان) هي ناحية في مقاطعة علي أباد النابعة لمحافظة غلستان في إيران. في تعداد عام 2006، كان عدد سكانها 34,317 نسمة في 8,312 عائلة. فيها مدينة واحدة هي فاضل أباد. وقسمان ريفيتان: قسم أستر أباد الريفي وقسم شيرنغ الريفي.